# Ventridens acerra
Ventridens acerra är en snäckart som först beskrevs av J. Lewis 1870.  Ventridens acerra ingår i släktet Ventridens och familjen Zonitidae. Inga underarter finns listade i Catalogue of Life.